# Kristin Boese
Kristin Boese (née le 1er juin 1977 à Potsdam) est une kitesurfeuse allemande, plusieurs fois championne du monde (de 2005 à 2009).

## Biographie
Dans sa jeunesse, elle joue au handball et commence la planche à voile en 1998.
Elle se met au kitesurf en 2002 et entame une carrière professionnelle en 2004 dans ce sport. En 2005, elle remporte son premier titre de championne du monde décernée par la Professional Kiteboard Riders Association (PKRA) et le regagne en 2006.
En 2007, elle s'inscrit au Kiteboard Pro World Tour (KPWT) et devient championne du monde en course et en vagues. En septembre, elle pose dans l'édition allemande du magazine Playboy. En 2008, elle est élue meilleure kitesurfeuse aux Action Sports Awards (de).
En 2009, elle participe au International Kiteboarding Association (IKA). Boese travaille également pour la présence du kitesurf au programme des Jeux olympiques d'été de 2016 à Rio de Janeiro.

## Carrière
| Année | Rang | Compétition              | Lieu                         | Discipline   | Remarque                        |
| ----- | ---- | ------------------------ | ---------------------------- | ------------ | ------------------------------- |
| 2012  | 3    | Kite Surf World Cup      | Allemagne Sylt               |              |                                 |
| 2012  | 2    | World Championships      | Allemagne Sankt Peter-Ording | Airstyle     | Deuxième derrière Gisela Pulido |
| 2011  | 2    | IKA World Championships  |                              | Kite Cross   |                                 |
| 2011  | 3    | IKA World Championships  |                              | Vagues       |                                 |
| 2010  | 6    | IKA World Championships  |                              | Course       |                                 |
| 2009  | 1    | IKA Championships        |                              | Course       |                                 |
| 2008  | 1    | KPWT World Championships |                              | Course       |                                 |
| 2007  | 1    | KPWT World Championships |                              | Vagues       |                                 |
| 2007  | 1    | KPWT World Championships |                              | Course       |                                 |
| 2007  | 1    | PKRA World Championships |                              | Boardercross |                                 |
| 2006  | 1    | PKRA World Championships |                              | Slider       |                                 |
| 2006  | 1    | PKRA World Championships |                              | Freestyle    |                                 |
| 2005  | 1    | PKRA World Championships |                              | Freestyle    |                                 |
| 2004  | 2    | PKRA World Championships |                              | Freestyle    |                                 |

## Source, notes et références
1. ↑  « playboy.de/magazin/archiv/inha… »(Archive.org • Wikiwix • Archive.is • Google • Que faire ?).
2. ↑  Kristin Boese träumt von Olympia und einem Kind (12 août 2010)
3. ↑  Kitesurfen: Kielerin Bönniger verpasst Sieg (15 juillet 2012)

- (de) Cet article est partiellement ou en totalité issu de l’article de Wikipédia en allemand intitulé « Kristin Boese » (voir la liste des auteurs).
- Site personnel